# Раффаеле Ді Сіпіо

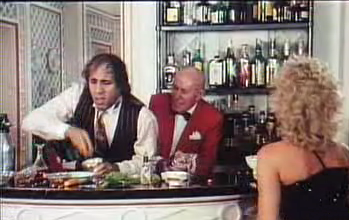
Адріано Челентано і Раффаеле Ді Сіпіо, кадр з фільму «Гранд-готель „Ексельсіор“»

Раффаеле Ді Сіпіо (італ. Raffaele Di Sipio; 17 грудня 1906–12 квітня 1995; Мілан) — італійський актор, який працював виключно з Адріано Челентано. З'являвся в епізодичних ролях. Перша поява на екранах датується 1975 роком (фільм «Юппі-Ду»), а остання — 1985 рік (фільм «Джоан Луй»). У цей період Раффаеле з'являється у всіх фільмах співака, за винятком картин «Інша половина неба» (1976), «Оксамитові ручки» (1979), «Господарка готелю» (1980) і «Сінг-сінг» (1983).

## Фільмографія
- Юппі-Ду  (1975) — венецієць в туалеті.
- Під яким ти знаком?  (1975)
- Блеф  (1976) — священик.
- Узяти, наприклад, нас  (1977)
- Безумство Джеппо  (1978)
- Дядько Адольф на прізвисько Фюрер  (1978) — есесівець.
- Приборкання норовистого  (1980) — офіціант.
- Ось рука  (1980) — тренер священика-Челентано.
- Ас  (1981) — хореограф.
- Шалено закоханий  (1981) — гість за столом.
- Гранд-готель «Ексельсіор»  (1982)
- Бінго-Бонго (1982)
- Особливі прикмети: Чарівний красень  (1983)
- Він гірший за мене  (1985) — клієнт в автосалоні.
- Джоан Луй  (1985)

## Цікаві факти
- Раффаеле Ді Сіпіо був одним з відданих шанувальників творчості Челентано, стежив за його виступами з 1961 року. На одному з концертів Челентано помітив його і запропонував невелику роль у фільмі «Юппі-Ду». Згодом Ді Сіпіо став постійним епізодичним актором у фільмах за участю Челентано.